# 渡邉弘樹
渡辺 弘樹（渡邉弘樹、わたなべ ひろき、1971年7月27日生まれ）は、日本出身のオペラ歌手、ソムリエ。
イタリア・フィレンツェ在住。オペラ界を中心に活動するかたわら、イタリア産の高品質な食材、特にワイン、オリーブオイル、蜂蜜、チーズ、チョコレートに精通している。国際的な音楽コンクールの審査員も務めるなど、多方面での活動が評価されている。
食文化コーディネーター、ソムリエ（オリーブオイル・ワイン・蜂蜜・チーズ・チョコレート）。イタリアスローフード協会特別会員。
大分県大分市出身。現在はイタリア・フィレンツェ市在住。

## 来歴
大分県立大分舞鶴高等学校を卒業後、国立音楽大学声楽科を首席で卒業し、矢田部賞を受賞。同大学院を優秀な成績で修了。在学中より音楽・芸能業界での活動を始め、プロのボイストレーナーとしても多くのアーティストの指導にあたった。大学院修了後はイタリアに渡り、イタリア国内の批評家や国営放送局が後援したリサイタルでソロデビューを果たす。このソロリサイタルを皮切りに、ヨーロッパ各地での公演を重ねてきた。
音楽と食文化の両分野において国際的に活動する人物である。
また、長年のイタリア滞在を通して食文化（スローライフ・スローフード）への理解を深め、イタリア政府認定のオリーブオイル・ワイン・蜂蜜のソムリエ資格を取得。現在は国際音楽コンクールの審査員も務める傍ら、日本とイタリアの音楽と食の橋渡し役として、正規輸入・啓発活動なども行っている。
現在、2018年より国指定の難病「後縦靱帯骨化症（頚椎・胸椎・腰椎）」を、2023年より「アジソン病」、2024年より「脳下垂体全容機能低下症」と闘いながらも、音楽活動を止めることなく継続。自身の経験を通じて、同じ病を抱える方々に力と勇気を届けることを信念としている。

### 資格と専門性
- イタリア政府認定オリーブオイルソムリエ
- イタリア政府認定蜂蜜ソムリエ（ミエーレ・ソムリエ）
- イタリア政府認定ワインソムリエ（１級）
- チーズソムリエ
- チョコレートソムリエ

これらの資格を活かし、テイスティング、品質鑑定、輸入審査のほか、食文化啓発のイベントや講演にも登壇している。
現在音楽療法についても習得中である。

### 経歴
- 国立音楽大学 音楽学部音楽学科声楽専攻卒業（首席、矢田部賞受賞）
- 同大学大学院 修了（優秀賞受賞）
- 学生時代より、日本の音楽・芸能業界でボイストレーナーとしても活動
- フィレンツェ国立歌劇場の声楽国際オーディションでは最年少にして第1位合格を果たし、国際音楽コンクール（イスティトゥート・エウロペオ）では優勝。
- イタリア移住後、現地メディア支援によるソロデビューを果たす
- 数々の歌劇場においてソリストおよびキャストとして出演し、ラヴェンナ・フェスティヴァルでは世界的指揮者リッカルド・ムーティの指揮のもと、サムエル・ラメイと共演。ラヴェンナおよびチュニジアでの演奏会にて絶賛を浴びた。
- 2006年より、日本人として初めてイタリア、フィレンツェ歌劇場と終身契約を結ぶ。オペラ『運命の力』にて、ズービン・メータと共演、『力で歌う押し出し唱法ではない、柔らかさの中に芯のある現在では珍しいベルカントな声』と賛辞をもらう。
- フィレンツェ市主催オペラ『リゴレット』の国際オーディションに合格。世界遺産ヴェッキオ宮殿（フィレンツェ旧市庁舎）にてタイトルロールを務め、新聞各紙より「これこそ本物のリゴレット。どのイタリア人歌手よりも歌詞が明瞭で、美しいベルカントの真髄を体現している」との評価を受ける。以後、イタリア各地にて『リゴレット』の主役として招聘され、好評を博す。
- その深く、豊潤でありながら柔軟で繊細なベルカント唱法は、比類なき声と高度な技巧を兼ね備えた稀有な存在として、常に高い評価を得ている。
- これまでに、メータ、ムーティ、アバド、コンロン、ビチコフなどの世界の巨匠達と共演。 ライフワークの一環として、日本での仕事の合間を縫い、支援学校や小・中学校、さらには高齢者福祉施設などへの訪問・演奏といったボランティア活動にも積極的に取り組んでいる。音楽の力・歌の力を通じて、地域社会や医療福祉に貢献し続けている。
- 現在に至るまで、イタリアを中心に声楽活動と食文化関連事業を展開

### 食文化活動
- イタリア各地の家族経営の小規模生産者と自分の足と目と舌で確認、直接契約し、日本向けに高品質なオリーブオイル、ワイン、蜂蜜などを輸入・紹介
- 「本物の味わい」をテーマに、セレクトされた食材と背景にあるストーリーを伝える活動を展開
- 小規模生産者が丁寧に全て手作業で作っている日本味入荷の「オリーブオイル」「ワイン」「蜂蜜」などの希少商品を扱い、高級なだけでなく、高品質を求める健康志向の顧客層に支持を得ている
- サステナブル農業の支援として「ぶどう畑」「オリーブの木」「ミツバチの巣箱」などの里親制度を導入

### 事業活動
日本とイタリアを結ぶ食文化の架け橋として、高品質なオリーブオイルやワイン、蜂蜜などを扱う輸入販売事業を展開。イタリアの小規模な家族経営の生産者とのネットワークを持ち、単なる商流にとどまらない生産者との信頼関係に基づいた仕入れを行っている。
取り扱い商品には以下が含まれる：
- イタリア産100％エキストラバージンオリーブオイル（酸度0.2%以下）
- Chianti Montespertoli（キャンティ・モンテスペルトリ）などの地元産ワイン
- Miele（ミエーレ）と呼ばれる天然蜂蜜、巣蜜も含む　など

また、「選ぶことが、美意識の証になる」など、消費者の感性に訴えるコピーやビジュアル制作にも力を入れ、自社サイトやカタログにおいて洗練された世界観を構築している。

### 信条と表現
「“わかるふり”が通用する世界ではない」「本物は、安さも甘さも媚びない」「口にした瞬間、すべてが試される」といった哲学的なコピーは、同氏の審美眼と職人的感覚を象徴している。
「選び抜かれた人のための一品」といったテーマでイタリア100％の産物を発信している。

### その他
- 文化・芸術・食の三位一体による新たなライフスタイル提案も構想中。